# Erwin Zankel
Erwin Zankel (* 4. April 1941 in Thörl) ist ein ehemaliger Journalist, der von 1998 bis zu seiner Pensionierung 2006 Chefredakteur der Kleinen Zeitung war.

## Leben
Erwin Zankel wurde 1941 als Sohn des damaligen Direktors des Joh. Pengg AG – Drahtwerk in Thörl geboren. Nach dem Besuch des Realgymnasiums in Bruck an der Mur studierte Zankel Rechtswissenschaften an der Karl-Franzens-Universität Graz. Er war in der Hochschülerschaft tätig und arbeitete an der Studentenzeitung „Impuls“ mit. Nach dem Abschluss des Studiums war Zankel ein Jahr lang Pressereferent der ÖVP Steiermark.
1965 trat er als Redaktionsaspirant bei der Kleinen Zeitung ein. Er begann seine Tätigkeit in der politischen Redaktion. In den folgenden Jahren widmete sich Zankel vor allem der Landes- und Innenpolitik.
Am 1. Mai 1982 wurde Zankel zum Ressortchef für die Innenpolitik ernannt, am 4. November 1994 zum stellvertretenden Chefredakteur der Kleinen Zeitung. Mit 1. Januar 1998 wurde er zum Chefredakteur und Verlagsleiter der Kleinen Zeitung Graz/Klagenfurt bestellt. Von September 1999 bis zu seiner Pensionierung Ende März 2006 war er auch Geschäftsführer der Kleinen Zeitung GmbH & Co KG. Sein Nachfolger als Chefredakteur wurde Hubert Patterer. Im Zuge seiner Pensionierung wurde er vom damaligen Landeshauptmann Franz Voves mit dem Großen Ehrenzeichen des Landes Steiermark ausgezeichnet und erhielt vom damaligen Präsidenten Hannes Kartnig eine VIP-Karte auf Lebenszeit für Spiele des SK Sturm Graz.

## Schriften
- mit Herwig Hösele: Hermann Schützenhöfer. Politik als Beruf. Eine Biografie. Styria Verlag, Graz 2022, ISBN 978-3-222-13706-8

## Auszeichnungen
- 2005: Chefredakteur des Jahres[6]
- 2006: Großes Ehrenzeichen des Landes Steiermark[5]
- 2006: Goldenes Ehrenzeichen der Republik Österreich[4]
- 2020: Journalist des Jahres – Auszeichnung für das Lebenswerk[7]